# Хипплер, Фриц
Фриц Хи́пплер (нем. Fritz Hippler, 17 августа 1909, Берлин — 22 мая 2002, Берхтесгаден) — немецкий организатор кинопроизводства в годы национал-социалистического господства, режиссёр антисемитского пропагандистского фильма «Вечный жид», рейхсфильминтендант (1942—1943).

## Биография
Родился в Берлине в семье мелкого государственного служащего. Его отец погиб во Франции в 1918 году во время Первой мировой войны. Хипплер воспринял Версальский договор и его положения в отношении Германии как неоправданное унижение и отверг веймарскую демократию.
В 1927 году — ещё школьником — вступил в НСДАП (членский номер 62.133). Позже изучал юриспруденцию в Гейдельберге и Берлине. Был членом студенческих сообществ Тевтония Гейдельберг и Арминия Берлин. В 1932 году стал оратором национал-социалистической партии.
В 1932 году был исключён из Берлинского университета за нарушение «академических обычаев и порядка» после того, как произнёс предвыборную речь с балкона университета и развернул флаг со свастикой. В начале 1933 года был назначен руководителем округа Берлин-Бранденбург в Национал-социалистическом немецком студенческом союзе. 19 апреля 1933 года приказом нового министра образования национал-социалистов Бернгарда Руста был повторно принят в университет. Этим декретом Руст отменил начиная с 1925 года «все дисциплинарные взыскания в отношении студентов за действия по национальным мотивам».
10 мая 1933 года сыграл ведущую роль в акции сожжения книг на Оперной площади в Берлине. Позднее принял активное участие в дискуссии о направлении художественной политики. Поддержав антисемитскую направленность политики в области искусства и связанное с ней изгнание еврейских художников из музеев и галерей, в июле 1933 года на митинге Национал-социалистического студенческого союза в Берлине раскритиковал жёсткие меры против художников-экспрессионистов, таких как Эмиль Нольде, Эрнст Барлах и группа «Мост», произведения которых в некоторых партийных кругах были осуждены как дегенеративное искусство.
В 1934 году, защитив докторскую диссертацию, стал доцентом в Германской высшей школе политики в Берлине. С 1936 года работал помощником Ханса Вайдемана, отвечавшего в министерстве просвещения и пропаганды за производство кинохроники. В январе 1939 года занял должность Вайдемана. В августе 1939 года — в неполные тридцать лет — стал начальником отдела кино министерства просвещения и пропаганды. В феврале 1942 года Йозеф Геббельс назначил его рейхсфильминтендантом. Выполняя эти функции, Хипплер был одним из самых важных кинофункционеров после министра пропаганды. В его задачу входили руководство и контроль над кинопроизводством в Германии.
В 1938 году Хипплер получил звание гауптштурмфюрера СС. В 1943 году он уже был оберштурмбаннфюрером СС. По словам Файта Харлана, Хипплер любил носить свою униформу.
Выполняя функции чиновника министерства пропаганды, Хипплер также снял несколько фильмов в качестве режиссёра. Он отвечал за пропагандистский фильм «Поход в Польшу» (1940), а также за антисемитский фильм «Вечный жид» (1940). В статье по поводу этого фильма, опубликованной в журнале Der Film, он охарактеризовал евреев как «паразитов национального вырождения». «Вечный жид» должен был настроить и подготовить население Германии к приближающемуся Холокосту и демонстрировался на учебных занятиях полицейских подразделений и эсэсовцев. В 1940 году Хипплер получил от Гитлера специальную секретную премию в размере 60 тыс. рейхсмарок.
В целом Геббельс мог положиться на своего молодого сотрудника. Тем не менее он часто жаловался на его недостатки. Ещё в 1939 году он писал в своих дневниках, что Хипплер был умным, но наглым и совершенно противоречивым. Он также отмечал его незрелость. Министр пропаганды неоднократно жаловался на дезорганизованность отдела кино под руководством Хипплера, который, по всей видимости, страдал от алкогольной зависимости. В июне 1943 года Геббельс наконец уволил Хипплера за недостатки в работе и злоупотребление алкоголем. Утверждение Хипплера в его мемуарах, что он был уволен, когда стало известно, что сценарий фильма «Мюнхгаузен» написал Эрих Кестнер, подвергшийся остракизму со стороны национал-социалистов, оказалось всего лишь извинительным заявлением. После увольнения Хипплер был также лишён звания СС, потому что, как выяснилось, он скрыл тот факт, что его прабабушка имела еврейское происхождение.
Хипплер был направлен в резервный стрелковый батальон в Штраусберге и прошёл курс пехотинца. Затем был освобождён от службы с оружием и до февраля 1945 года служил военным кинооператором. 3 мая 1945 года в Гамбурге был взят в плен англичанами.
По окончании Второй мировой войны был интернирован и приговорён к двум годам тюремного заключения.
Поскольку Хипплер считался компетентным в профессии и искренним в личных отношениях, он смог снова вернуться в кино, принимая участие — как правило, под псевдонимом — в создании документальных и индустриальных фильмов.
Помимо телевизионных обзоров для правоэкстремистской прессы, Хипплер написал ряд книг, в которых пытался опровергнуть исключительную вину Германии за начало Второй мировой войны и отчасти оправдывал антисемитизм национал-социалистов. Ответственность за фильм «Вечный жид» он возложил на своего работодателя Йозефа Геббельса, потому что он — Хипплер — вынужден был подчиняться приказам.

## Фильмография
Режиссёр
- 1938 – Слово и дело[англ.] / Wort und Tat
- 1939 – Западная стена[англ.]  / Der Westwall
- 1940 – Поход в Польшу[нем.] / Feldzug in Polen
- 1940 – Вечный жид / Der ewige Jude
- 1943 — Евреи в Домброве / Juden in Dąbrowa

Продюсер
- 1938 – Вчера и сегодня[нем.] / Gestern und heute
- 1941 – Победа на Западе[англ.] / Sieg im Westen
- 1943 — Евреи в Домброве / Juden in Dąbrowa
- 1944 – Восточный экспресс[нем.] / Orient-Express

## Образ в кино
- «Еврей Зюсс» (Германия, 2010), режиссёр Оскар Рёлер, в роли Хипплера — Ральф Бауэр[нем.]
- «Фюрер и растлитель[нем.]» (Германия, 2024), режиссёр Йоахим Ланг, в роли Хипплера Саша Гёпель[нем.]